# Телла, Нейтан
Нейтан Адевале Темитайо Телла (англ. Nathan Adewale Temitayo Tella; родился 5 июля 1999) — английский и нигерийский футболист, вингер немецкого клуба «Байер 04» и сборной Нигерии.

## Клубная карьера
С 2007 по 2017 год выступал за юношескую команду «Арсенала». В феврале 2017 года также проходил просмотр в юношеских командах «Рединга» и «Норвич Сити», а в апреле того же года присоединился к футбольной академии «Саутгемптона». 19 июня 2020 года дебютировал в основном составе «святых» в матче Премьер-лиги против «Норвич Сити».
В августе 2022 года отправился в аренду в клуб «Бернли» до конца сезона 2022/23. 11 февраля 2023 года сделал первый в своей карьере хет-трик в матче против «Престон Норт Энд». 15 марта 2023 года сделал второй хет-трик за «Бернли» в матче против «Халл Сити». По итогам сезона 2022/23 помог «Бернли» выиграть Чемпионшип, забив 17 голов в 39 матчах, и был включён в символическую «команду сезона» в Чемпионшипе.
27 августа 2023 года перешёл в клуб немецкой Бундеслиги «Байер 04», подписав пятилетний контракт. Сумма трансфера составила 20 млн фунтов.

## Международная карьера
10 ноября 2023 года получил приглашение в сборную Нигерии на матчи отборочного турнира Чемпионата мира 2026 против сборных Лесото и Зимбабве. Дебютировал 19 ноября в матче против Зимбабве, выйдя на матч в стартовом составе, и был заменён в перерыве.

## Достижения
«Бернли»
- Победитель Чемпионшипа: 2022/23

«Байер 04»
- Чемпион Германии: 2023/24
- Обладатель Кубка Германии: 2023/24
- Обладатель Суперкубка Германии: 2024